# Grand-Prix-Saison 1921

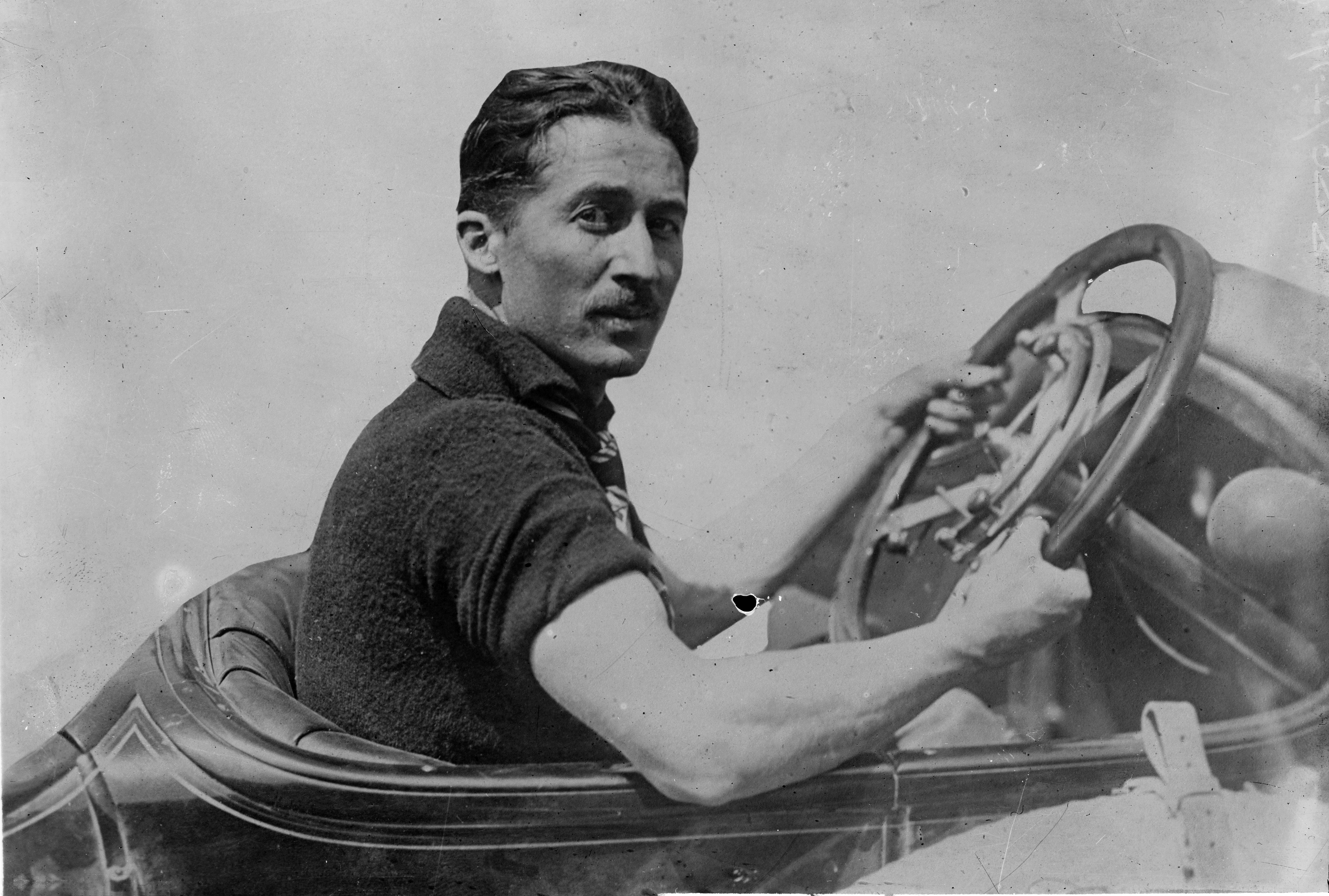
Sieger beim Großen Preis von Italien: Jules Goux.

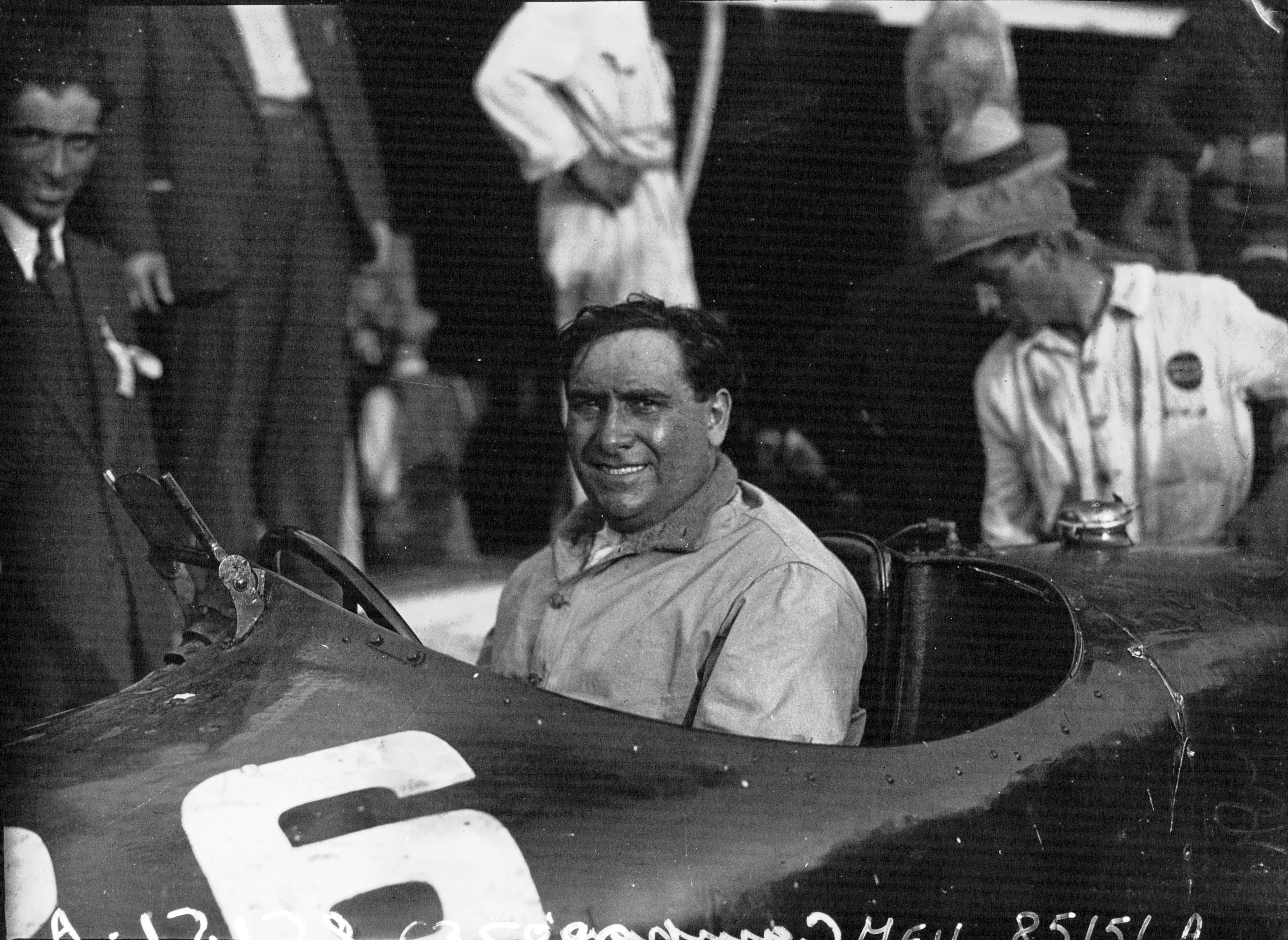
Erster in Mugello: Giuseppe Campari, hier beim Großen Preis von Italien 1931.

In der Grand-Prix-Saison 1921 fand erstmals nach dem Ende des Ersten Weltkrieges wieder ein Grand Prix de l’ACF statt, der in diesem Jahr auf dem Circuit de la Sarthe bei Le Mans ausgetragen wurde. Zum ersten Mal überhaupt wurde außerdem mit dem Großen Preis von Italien auf dem Circuito di Montichiari bei Brescia in diesem Jahr ein zweiter Internationaler Grand Prix ausgerichtet. Für beide Rennen kam die Internationale Grand-Prix-Formel zur Anwendung, in der in diesem Jahr ein Hubraumlimit von 3 Litern bei einem Mindestgewicht von 800 kg und einer Renndistanz von mindestens 500 km vorgegeben war.
Daneben wurden – zumeist in Italien – weitere Rennen veranstaltet, darunter die Targa Florio auf Sizilien und Coppa Montenero in Livorno. Auch das prestigereiche Indianapolis 500 in den USA fand statt.

## Saisonbeschreibung
Wie schon zwischen 1909 und 1911 verhinderte auch unmittelbar nach dem Ersten Weltkrieg ein Kartell der französischen und britischen Automobilfirmen die Austragung von Grand-Prix-Rennen in Europa. Einige europäische Firmen, darunter mit dem französischen Hersteller Ballot ein Neuling in der Branche – der nach dem Wegfall der Rüstungsaufträge seine Motorenfertigung auf den Bau von Automobilen umgestellt hatte – wollten jedoch auf die Beteiligung an Rennen für die Vermarktung ihre Produkte nicht verzichten und entsandten bereits 1919 wieder Teams zur Teilnahme am 500-Meilen-Rennen von Indianapolis. Als neue Speerspitze der französischen Automobilindustrie hatte Ballot dafür Ernest Henry verpflichtet, den Konstrukteur der 1912 und 1913 im „Grand Prix“ siegreichen Peugeot, der nach der Niederlage von 1914 dort jedoch in Ungnade gefallen war. Mit den Erfahrungen aus dem Flugmotorenbau während des Kriegs wies der Weg dabei klar hin zum schnelllaufenden kurzhubigen Reihenachtzylinder, der in den folgenden Jahren bis weit über die 1920er Jahre hinaus praktisch zum Standard bei den Rennmotoren wurde. Zur gleichen Erkenntnis gelangte auch die ebenfalls vom Flugzeugmotorenbau inspirierte US-amerikanische Firma Duesenberg, deren Achtzylinder sogar Drehzahlen bis zu 5000 Umdrehungen in der Minute zuließen, ebenso wie Fiat und der gerade erst aus einem internationalen Firmenzusammenschluss hervorgegangene Sunbeam-Talbot-Darracq-Konzern (S. T. D. Motors).
Als 1920 die Rennformeln für Indianapolis und für Grand-Prix-Rennen auf 3 Liter Hubraum und 800 kg Mindestgewicht vereinheitlicht wurden, war damit den Herstellern auf beiden Kontinenten die Möglichkeit gegeben, gegeneinander anzutreten, und so war mit Duesenberg 1921 beim ersten Grand Prix de l’ACF nach dem Krieg – abgesehen von dem einsamen Auftritt von Walter Christie beim Grand Prix von 1907 – zum ersten Mal seit der Zeit der Gordon-Bennett-Rennen wieder ein amerikanisches Team bei einem europäischen Grande Épreuve mit am Start. Fiat dagegen war mit dem Bau der Rennwagen wegen Arbeiterunruhen nicht rechtzeitig fertig geworden, wie auch die Neukonstruktionen des französisch-britischen STD-Konzerns sich als noch nicht richtig ausgereift erwiesen.
Das Rennen auf dem neuen Circuit de La Sarthe bei Le Mans, dessen Streckenverlauf im Wesentlichen bis heute für das 24-Stunden-Rennen von Le Mans verwendet wird, wurde nicht zuletzt auch dank des technologischen Vorsprungs der Amerikaner zu einer klaren Angelegenheit für Jimmy Murphy, der seine etwa 15 Minuten Vorsprung auf die beiden nachfolgenden Ballots neben der größeren Drehfreudigkeit seines Duesenberg-Motors auch den erstmals bei einem Grand-Prix-Rennen verwendeten hydraulischen Bremsen zu verdanken hatte.
Anders als bis dahin war die Grand-Prix-Saison damit jedoch noch nicht zu Ende. Zum ersten Mal überhaupt wurde 1921 mit dem Großen Preis von Italien noch ein weiterer internationaler Grand Prix ausgetragen. Der italienische Automobilclub griff dafür die Idee einer Rennwoche auf und organisierte auf einem 17,3 km langen Straßenkurs Circuito di Montichiari bei Brescia insgesamt vier Automobilrennen – je zwei für Grand-Prix-Wagen und Voiturettes, die wiederum getrennt nach Werksteams und privat antretenden Herrenfahrern (Gran Premio Gentlemen) ausgetragen wurden. Daneben standen auch noch zwei Läufe für Flugzeuge und Motorräder auf dem Programm.
Natürlich war das Hauptrennen, der eigentliche Gran Premio d’Italia nur Teilnehmern der Grand-Prix-Klasse vorbehalten, und weil die Duesenberg-Mannschaft nach ihrem Erfolg in Le Mans wieder zurück in die Vereinigten Staaten gereist war und auch der S.T.D.-Konzern das Risiko der Reise nach Italien scheute, waren schließlich mit Ballot und Fiat nur zwei Firmen mit jeweils drei Wagen am Start vertreten. Obendrein erwiesen sich die Fiat zwar schnell, aber mangels ausreichender Entwicklungszeit – ein Arbeiterstreik hatte das Werk einige Zeit lang lahmgelegt – noch nicht wirklich standfest, so dass Ballot mit Jules Goux vor seinem Stallgefährten Jean Chassagne schließlich doch noch seinen lang ersehnten Sieg einfahren konnte. Édouard Ballot zog sein Team im Anschluss daran jedoch vom internationalen Grand-Prix-Sport zurück und Chefkonstrukteur Ernest Henry wechselte für 1922 zu Sunbeam.
Neben diesen beiden europäischen Großveranstaltungen fanden daneben auch noch eine Reihe weiterer Rennen mit der Bezeichnung Grand Prix im Titel statt (z. B. der Grand Prix de Boulogne, der Gran Premio delle Vetturette im Rahmen der Rennwoche von Brescia, oder der Gran Premio de Penya Rhin in Spanien). Diese zunehmende Aufweichung des Grand-Prix-Begriffs sollte seitens der AIACR in naher Zukunft letztlich zur Einführung der Kategorie der Grande Épreuves für die international bedeutendsten „offiziellen“ Grands Prix führen.
Mit der Teilnahme an der Targa Florio kehrte schließlich auch Mercedes auf die internationale Rennbühne zurück, von den beiden nachfolgenden „offiziellen“ Grands Prix blieben deutsche Hersteller als Folge der Niederlage im Ersten Weltkrieg aber zunächst noch ausgeschlossen.

## Rennkalender

### Grandes Épreuves
|   | Datum  | Rennen                   | Strecke                 | Sieger                    | Statistik |
| - | ------ | ------------------------ | ----------------------- | ------------------------- | --------- |
| 1 | 25.07. | Großer Preis des ACF     | Circuit de la Sarthe    | Jimmy Murphy (Duesenberg) | Statistik |
| 2 | 04.09. | Großer Preis von Italien | Circuito di Montichiari | Jules Goux (Ballot)       | Statistik |

### Weitere Rennen
| Datum  | Rennen                | Strecke                       | Sieger                        | Statistik |
| ------ | --------------------- | ----------------------------- | ----------------------------- | --------- |
| 22.05. | Circuito del Garda    | Salò                          | Eugenio Silvani (Bugatti)     |           |
| 29.05. | Targa Florio          | Medio circuito delle Madonie  | Giulio Masetti (Fiat)         | Statistik |
| 30.05. | Indianapolis 500      | Indianapolis Motor Speedway   | Tommy Milton (Frontenac)      | Statistik |
| 06.06. | Coppa della Cascine   | Florenz                       | „Deo“ (Chiribiri)             |           |
| 24.07. | Circuito del Mugello  | Circuito stradale del Mugello | Giuseppe Campari (Alfa Romeo) |           |
| 04.09. | Coppa Florio          | Circuito di Montichiari       | Jules Goux (Ballot)           |           |
| 11.09. | Gran Premio Gentlemen | Circuito di Montichiari       | Giulio Masetti (Mercedes)     |           |
| 25.09. | Coppa Montenero       | Circuito di Montenero         | Corrado Lotti (Ansaldo)       |           |